# Rue Olivier-de-Serres
La rue Olivier-de-Serres est une voie du quartier Saint-Lambert, dans le 15e arrondissement de Paris.
Dans ce quartier, comme dans le quartier du Jardin-des-Plantes du 5e arrondissement, nombre de noms de rues rendent hommage à des agronomes.

## Situation et accès

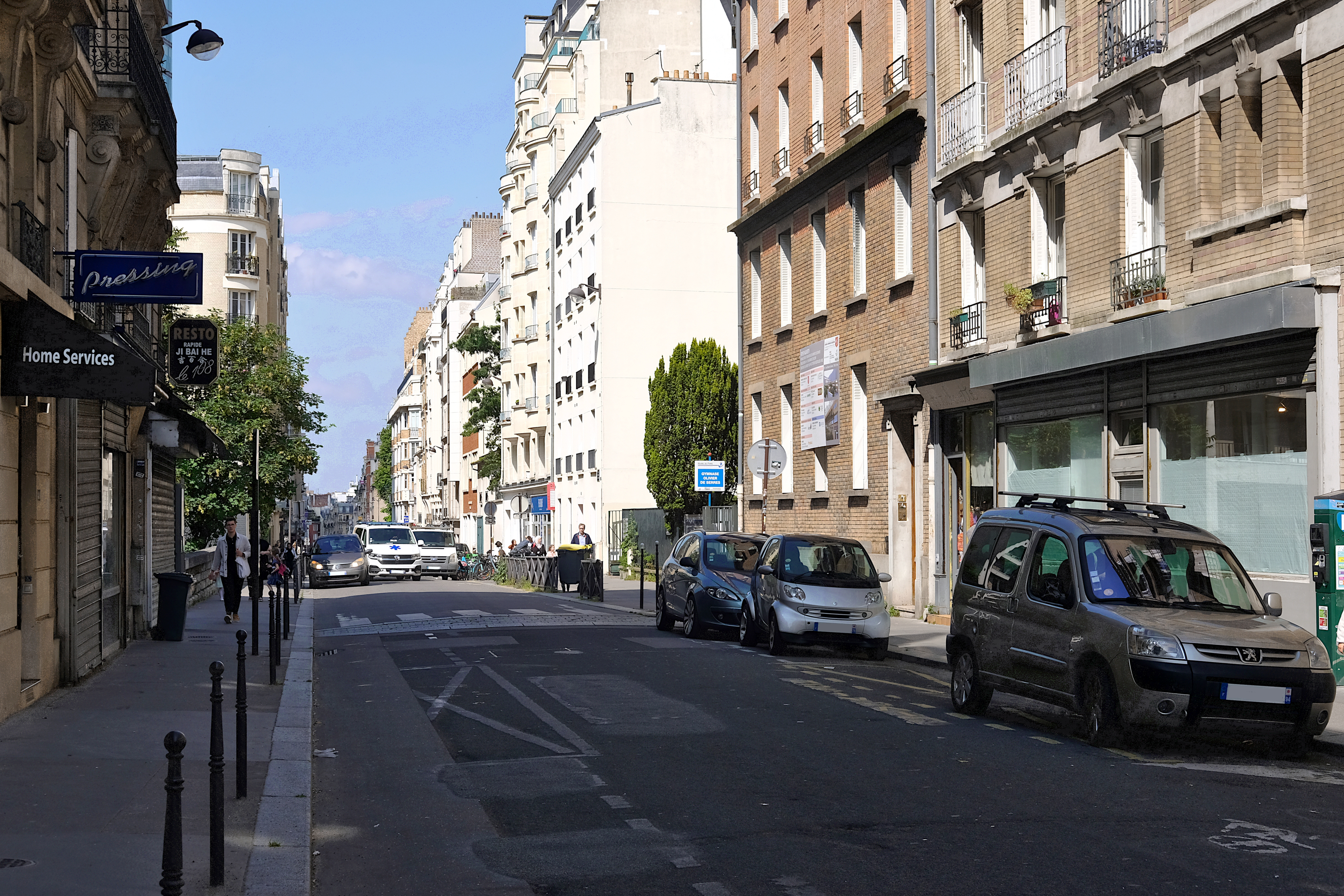
La rue Olivier-de-Serres vue du boulevard Lefebvre en 2024.

## Origine du nom
Elle tient son nom de l'agronome français Olivier de Serres (1539-1619), comme par exemple à Orléans, Perpignan, ou encore Rennes.

## Historique
La partie de la rue située entre la rue Victor-Duruy et les rues Dombasle et François-Villon formait au XVIIe siècle le « chemin de la Chapelle », et la partie située au sud de la rue Dombasle la « ruelle de la Procession ».
Au XVIIIe siècle, le chemin de la Chapelle et la ruelle de la Procession sont réunis sous le nom de « rue des Tournelles », indiqué sur le plan de Roussel de 1730.
Entre la rue Vaugelas et le boulevard Lefebvre actuels se trouvait le « chemin du Moulin-à-Vent-de-Vaugirard », qui, lors de la construction de l'enceinte de Thiers en 1845, vit son tracé modifié et son nom changé en « chemin de la Poterne ».
En 1860, la commune de Vaugirard est annexée par Paris où existe une autre rue des Tournelles en son centre historique du Marais (depuis son extension jusqu'à la porte Saint-Antoine de l'enceinte de Charles V). En 1865, la rue des Tournelles et le chemin de la Poterne fusionnent sous le nouveau nom actuel de la « rue Olivier-de-Serres ». La rue s'étend alors de l'enceinte jusqu'à la rue d'Alleray.
En 1897, une partie de la voie située entre les actuelles rues Victor-Duruy et d'Alleray est détachée pour former les rues Victor-Duruy  et François-Villon.

## Bâtiments remarquables et lieux de mémoire
- Nos 27 et 27 bis : école élémentaire publique.
- No 33 : ancien hôpital Saint-Michel (1888-2009). En 2017, il est remplacé par des logements, une crèche, un Ehpad et des structures médico-sociales[3].
- No 34 : école maternelle publique.
- No 63 : École nationale supérieure des arts appliqués et des métiers d'art.
- No 73 : siège de la Fondation de madame Jules Lebaudy ; la façade est ornée d'un médaillon en bronze à l'effigie de madame Lebaudy.
- No 78 : siège social de Canal+ de 1984 à 1992, puis de LCI de 1994 à 2000, des chaînes thématiques du groupe Lagardère (MCM, Mezzo, Match TV…) de 2001 à 2005, d'Orange enfin, de 2012 à 2021[4].
- No 88 : la rue accueille en 1918 la première finale de Coupe de France de football 1917-1918, dans le stade de la Légion Saint-Michel. Le vélodrome de Vaugirard, situé un peu plus bas[Où ?] dans la rue, est détruit après la Seconde Guerre mondiale.
- No 91 : l'église orthodoxe « de la Présentation de la Très Sainte Vierge au Temple », fondée en 1935 par l'association "Action chrétienne des étudiants russes", prend la suite d'un petit oratoire fondé en 1928[5]
- No 99 : départ du chemin menant au parc Georges-Brassens.
- No 99 ter : gymnase Olivier-de-Serres[6].
- No 108 : Maurice Boudot-Lamotte, artiste peintre (1878-1958), y vécut.
- À l’intersection avec la rue Firmin-Gillot était situé le moulin à vent de Vaugirard. Il est aussi appelé moulin des Vignes, poilâne où Point l’Âne. Il est mentionné sur le plan de Roussel. Il a fonctionné jusqu’en 1801 et a été détruit en 1842[7],[8].